# Harriet Dart
Harriet Dart (28 de julio de 1996, Londres) es una jugadora de tenis británica.
Dart tiene como mejor ranking de sencillos el número 84 mundial, conseguido en julio de 2022. También tiene como mejor ranking de dobles el Núm. 92, conseguido en abril de 2019. 
Hizo su debut en la WTAen el 2015 Aegon Internacional.
Harriet tiene 4 títulos singles y 12 de dobles en el circuito ITF.

## Torneos de Grand Slam

### Dobles mixto

#### Finalista (1)
| Año  | Torneo    | Pareja        | Oponentes en la final         | Resultado   |
| 2021 | Wimbledon | Joe Salisbury | Desirae Krawczyk Neal Skupski | 2-6, 6-7(1) |

## Títulos WTA (0; 0+0)

### Dobles (0)
| Leyenda              |
| -------------------- |
| Grand Slam (0)       |
| Juegos Olímpicos (0) |
| WTA Finals (0)       |
| WTA 1000 (0)         |
| WTA 500 (0)          |
| WTA 250 (0)          |

#### Finalista (4)
| N.º | Fecha                 | Torneo      | Superficie | Pareja               | Oponentes en la final             | Resultado           |
| --- | --------------------- | ----------- | ---------- | -------------------- | --------------------------------- | ------------------- |
| 1.  | 27 de agosto de 2022  | Granby      | Dura       | Rosalie van der Hoek | Alicia Barnett Olivia Nicholls    | 7-5, 3-6, [1-10]    |
| 2.  | 18 de junio de 2023   | Nottingham  | Hierba     | Heather Watson       | Ulrike Eikkeri Ingrid Neel        | 6-7(6), 7-5, [8-10] |
| 3.  | 11 de febrero de 2024 | Cluj-Napoca | Dura (i)   | Tereza Mihalíková    | Caty McNally Asia Muhammad        | 3-6, 4-6            |
| 4.  | 16 de junio de 2024   | Nottingham  | Hierba     | Diane Parry          | Gabriela Dabrowski Erin Routliffe | 7-5, 3-6, [9-11]    |

## Títulos WTA 125s

### Dobles (1–1)
| Resultado | Fecha                  | Torneos | Superficie    | Pareja              | Oponentes                          | Resultado        |
| --------- | ---------------------- | ------- | ------------- | ------------------- | ---------------------------------- | ---------------- |
| Campeona  | 6 de noviembre de 2021 | Midland | Dura (i)      | Asia Muhammad       | Peangtarn Plipuech Aldila Sutjiadi | 6–3, 2–6, [10–7] |
| Finalista | 20 de abril de 2024    | Oeiras  | Tierra batida | Kristina Mladenovic | Francisca Jorge Matilde Jorge      | 0–6, 4–6         |

## Títulos ITF

### Singles (4)
| Leyenda          |
| ---------------- |
| $100,000 torneos |
| $80,000 torneos  |
| $60,000 torneos  |
| $25,000 torneos  |
| $15,000 torneos  |
| $10,000 torneos  |

| Títulos por superficie |
| ---------------------- |
| Duro (2)               |
| Tierra (0)             |
| Hierba (0)             |
| Sintética (1)          |

| Núm. | Fecha                  | Torneo                  | Superficie   | Adversario       | Puntuación    |
| ---- | ---------------------- | ----------------------- | ------------ | ---------------- | ------------- |
| 1.   | 5 de octubre de 2014   | Sharm el-Sheikh, Egipto | Dura         | Nuria Parrizas   | 6–2, 6–1      |
| 2.   | 5 de diciembre de 2014 | Yibuti, Yibuti          | Dura         | Naomi Totka      | 6–3, 6–2      |
| 3.   | 25 de febrero de 2018  | Altenkirchen, Alemania  | Alfombra (i) | Karolína Muchová | 7–6(7–5), 6–2 |
| 4.   | 28 de octubre de 2018  | Oslo, Noruega           | Dura (i)     | Paula Badosa     | 6–2, 1–0 ret. |

### Dobles (12)
| Leyenda          |
| ---------------- |
| $100,000 torneos |
| $80,000 torneos  |
| $60,000 torneos  |
| $25,000 torneos  |
| $15,000 torneos  |

| Finales por superficie |
| ---------------------- |
| Dura (12)              |
| Clay (0)               |
| Hierba (0)             |
| Alfombra (0)           |

| Núm. | Fecha                   | Torneo                    | Superficie | Socio              | Adversarios                             | Puntuación        |
| ---- | ----------------------- | ------------------------- | ---------- | ------------------ | --------------------------------------- | ----------------- |
| 1.   | 2 de diciembre de 2013  | Sharm el-Sheikh, Egipto   | Dura       | Katy Dunne         | Csilla Borsányi Aminat Kushkhova        | 0–6, 6–4, [10–4]  |
| 2.   | 21 de abril de 2014     | Sharm el-Sheikh, Egipto   | Dura       | Katy Dunne         | Yuka Mori Eden Silva                    | 6–4, 6–4          |
| 3.   | 11 de agosto de 2014    | Sharm el-Sheikh, Egipto   | Dura       | Anna Morgina       | Abbie Myers Georgiana Ruhrig            | 6-2 6-1           |
| 4.   | 5 de octubre de 2014    | Sharm el-Sheikh, Egipto   | Dura       | Melis Sezer        | Ioana Ducu Eden Silva                   | 7–5 6-1           |
| 5.   | 31 de mayo de 2015      | Balikpapan, Indonesia     | Dura       | Prarthana Thombare | Nicha Lertpitaksinchai Nudnida Luangnam | 6–4, 4–6, [18–16] |
| 6.   | 10 de agosto de 2015    | Chiswick, Reino Unido     | Dura       | Katy Dunne         | Emily Arbuthnott Freya Christie         | 6–2, 6–2          |
| 7.   | 10 de abril de 2016     | Antalya, Turquía          | Dura       | Viktoriya Tomova   | Ani Amiraghyan Daiana Negreanu          | Walkover          |
| 8.   | 17 de abril de 2016     | Antalya, Turquía          | Dura       | Emily Arbuthnott   | Anastasia Gasanova Ana Shanidze         | 6–1, 6—0          |
| 9.   | 22 de mayo de 2016      | Goyang, Corea del Sur     | Dura       | Freya Christie     | Anastasia Gasanova Maddison Inglis      | 6–3, 6–2          |
| 10.  | 11 de noviembre de 2017 | Shrewsbury, Reino Unido   | Dura (i)   | Freya Christie     | Maia Lumsden Katie Cisne                | 3–6, 6–4, [10–6]  |
| 11.  | 14 de abril de 2018     | Estambul, Turquía         | Dura       | Ayla Aksu          | Anastasia Potapova Olga Doroshina       | 6–4, 7–6 (7–3)    |
| 12.  | 30 de marzo de 2019     | Croissy-Beauburg, Francia | Dura (i)   | Lesley Kerkhove    | Sara Beth Grey Eden Silva               | 6–3, 6-2          |